# リベリア人民民主党
リベリア人民民主党（リベリアじんみんみんしゅとう、People's Democratic Party of Liberia、略称:PDPL）は、リベリアの政党。 政党連合、リベリア変革連合（COTOL）を構成する4つの政党の一つ。
1997年大統領選挙では、ジョージ・Ｔ・ワシントンを擁立するが、0.56パーセントの得票に終わり、議会でも議席を得ることはできなかった。2005年に行われた大統領選挙では、COTOLに参加しヴァーニー・シャーマンを候補者として擁立、7.8パーセントを獲得した。10月11日に行われた総選挙では、上院（Senate）で7議席、下院（House of Representatives）で8議席を獲得した。